# Айзенштадт, Моисей Гиршевич
Моисей Гиршевич Айзенштадт (1870 (по другим данным в 1869 году), Несвиж, Минская губерния — 1943, Нью-Йорк) — общественный деятель, казённый раввин Санкт-Петербурга в 1909—1918 годах, доктор философии.

## Биография
Родился в Несвиже, окончил знаменитую Воложинскую иешиву. Учился в Берлине, где получил степень доктора философии. Еврейский законоучитель в Санкт-Петербургской гимназии имперского человеколюбивого общества и других учебных заведениях (1896—1899).
Служил раввином Ростова-на-Дону и округа в 1899—1910 годах. Учредил курсы иврита и еврейской истории для евреев, обучавшихся в петербургских средних и высших учебных заведениях (1912). Владел русским языком.
Служил казённым раввином Санкт-Петербурга (с 1909). С 1918 года жил в Москве, а в 1923 году эмигрировал со своей семьёй, кроме одного из сыновей, Айзенштадта Евгения Моисеевича (Фертаупа Евгения Лазаревича) . В 1920-е возглавлял русско-еврейскую общину в Париже.
С 1941 года в США. Скончался в Нью-Йорке в 1943 году.